# Birger Persson
Birger Persson – nascido por volta de 1270, falecido em 1327, sepultado na Catedral de Upsália – foi um poderoso nobre (storman), cavaleiro, conselheiro real (riksråd) e homem de leis (legífero) sueco, dos fins do século XIII e começos do XIV.
Como primeiro homem de leis (legífero) de Tiundalândia na Uplândia, foi um dos autores da Lei da Uplândia de 1296. Fazia parte da linhagem dos Finsta, e foi pai da futura Santa Brígida da Suécia.